# Tejben-vajban, bajban
A Tejben-vajban, bajban vagy Tejben fürdünk (eredeti cím: Cow Belles) 2006-os amerikai családi filmvígjáték. Rendezte Francine McDougall, írta Matt Dearborn és Stu Krieger. Főszerepben Alyson Michalka és Amanda Michalka.
Az Amerikai Egyesült Államokban 2006. március 24-én mutatták be a Disney Channel-n, melyet több mint 5,8 millió néző látott. Magyarországon először 2007. január 8-án vetítették le.

## Szereplők
| Szereplő          | Színész            | Magyar hang               |
| ----------------- | ------------------ | ------------------------- |
| Taylor Callum     | Alyson Michalka    | Mezei Kitty               |
| Courtney Callum   | Amanda Michalka    | Bogdányi Titanilla        |
| Fran Walker       | Sheila McCarthy    | Antal Olga                |
| Jackson Meade     | Michael Trevino    | Markovics Tamás           |
| Heather Perez     | Christian Serratos | Kardos Eszter             |
| Melvin Melville   | Ron Gabriel        | Pálfai Péter              |
| Reed Callum       | Jack Coleman       | Rosta Sándor              |
| Bob Fenwick       | Michael Rhoades    | Háda János                |
| Nick Perez        | Von Flores         | Szokol Péter              |
| Big Pete          | Duane Murray       | Forgács Péter             |
| Philippe          | Chris Gallinger    | Seder Gábor               |
| Wilbur Meade      | Craig Eldridge     | Orosz István              |
| Ralph             | Dylan Roberts      | Szűcs Sándor              |
| Thomas            | Sandy Robson       | Juhász György             |
| Keith Walker      | Stuart Clow        | Bácskai János             |
| Gina Perez        | Beatriz Pizano     | Bessenyei Emma            |
| Richie            | Alex Hood          | Baráth István             |
| Marissa Wentworth | Diana Peressini    | Molnár Ilona              |
| További szereplők |                    | Rátonyi Hajni Sallai Nóra |

## Külső hivatkozások
- Tejben-vajban, bajban a PORT.hu-n (magyarul)
- Tejben-vajban, bajban az Internet Movie Database oldalon (angolul)
- Mindenkilapja.hu